# Jorge Segura
Jorge Andrés Segura Portocarrero (ur. 18 stycznia 1997 w Zarzal) – kolumbijski piłkarz występujący na pozycji obrońcy w kolumbijskim klubie América Cali. Wychowanek Envigado, w trakcie swojej kariery grał także w takich zespołach, jak Watford, Real Valladolid B, Independiente Medellín, Atlas oraz Atlético Nacional. Młodzieżowy reprezentant Kolumbii.